# 13-й армейский корпус (Великая армия)
13-й армейский корпус Великой армии (фр. 13e corps d'armée) — образован весной 1813 года. В весеннюю кампанию корпусу была поставлена задача защищать Северную Германию. Даву занял Гамбург и подготовил его к обороне против союзников. В сентябре 1813 года одна бригада была разгромлена союзниками в битве при Герде. После решающего поражения Наполеона в битве у Лейпцига в октябре, 13-й корпус оказался отрезанным в Гамбурге. Генерал Беннигсен начал осаду Гамбурга в декабре. Под руководством Даву, корпус отразил три атаки в феврале 1814 года, и четвертую в апреле. Даву уговорили сдаться только в середине мая по приказу нового правительства Франции после того, как Наполеон отрекся от престола. Благодаря железной дисциплине Даву, поведение солдат 13-го корпуса по отношению к гражданам Гамбурга было образцовым.

## Состав корпуса
На февраль 1814 года:
- 3-я пехотная дивизия (дивизионный генерал Луи Луазон)
- 40-я пехотная дивизия (дивизионный генерал Марк Пешё)
- 50-я пехотная дивизия (дивизионный генерал Поль Тьебо)
- бригада лёгкой кавалерии

## Командующие корпусом
- маршал Николя Даву (1 июля 1813 – 11 мая 1814)